# Реметя (комуна, Біхор)
Реметя (рум. Remetea) — комуна у повіті Біхор в Румунії. До складу комуни входять такі села (дані про населення за 2002 рік):
- Дреготень (467 осіб)
- Мезіад (1236 осіб)
- Петряса (417 осіб)
- Реметя (884 особи) — адміністративний центр комуни
- Шоймуш (149 осіб)

Комуна розташована на відстані 388 км на північний захід від Бухареста, 49 км на південний схід від Ораді, 95 км на захід від Клуж-Напоки, 138 км на північний схід від Тімішоари.

## Населення
За даними перепису населення 2002 року у комуні проживали 3153 особи.
Національний склад населення комуни:
| Національність   | Кількість осіб | Відсоток |
| ---------------- | -------------- | -------- |
| румуни           | 2541           | 80,6%    |
| угорці           | 521            | 16,5%    |
| цигани           | 88             | 2,8%     |
| українці         | 1              | < 0,1%   |
| росіяни-липовани | 1              | < 0,1%   |
| італійці         | 1              | < 0,1%   |

Рідною мовою назвали:
| Мова       | Кількість осіб | Відсоток |
| ---------- | -------------- | -------- |
| румунська  | 2543           | 80,7%    |
| угорська   | 523            | 16,6%    |
| циганська  | 86             | 2,7%     |
| італійська | 1              | < 0,1%   |

Склад населення комуни за віросповіданням:
| Релігія            | Кількість осіб | Відсоток |
| ------------------ | -------------- | -------- |
| православні        | 2373           | 75,3%    |
| реформати          | 390            | 12,4%    |
| баптисти           | 201            | 6,4%     |
| п'ятдесятники      | 131            | 4,2%     |
| греко-католики     | 32             | 1,0%     |
| римо-католики      | 11             | 0,3%     |
| бретрени           | 2              | 0,1%     |
| не вказали релігію | 11             | 0,3%     |

## Зовнішні посилання
- Дані про комуну Реметя на сайті Ghidul Primăriilor [Архівовано 30 січня 2012 у Wayback Machine.]